# Aníbal Acevedo Vilá
Aníbal Acevedo Vilá, né le 13 février 1962, est un homme politique portoricain qui fut commissaire résident de 2001 à 2005, avant de devenir gouverneur de Porto Rico de 2005 à 2009. Membre du Parti populaire démocrate, il est le huitième gouverneur de l'île à avoir été élu démocratiquement.

## Jeunesse
Acevedo Vilá est né à San Juan. Son père, Salvador Acevedo, était un ancien juge, tandis que sa mère, Elba Vilá Salas, était une femme au foyer. Il a fréquenté le lycée Colegio San José de la même municipalité. En 1982, il a obtenu un baccalauréat d'arts en sciences politiques à l'Université de Porto Rico à Rio Piedras. Il a poursuivi ses études en droit à la faculté de droit de l’Université, la plus importante des facultés de droit de Porto Rico et des Caraïbes, où il a obtenu son doctorat en jurisprudence en 1985. Après avoir réussi l'examen du barreau de Porto Rico, Acevedo Vilá a effectué un stage d'un an à la Cour suprême de Porto Rico, où il a travaillé sous les ordres du juge en chef Federico Hernández Denton. En 1987, il obtient un diplôme de l'Université de Harvard. De 1987 à 1988, il a été légiste puis juge en chef de la Cour d'appel dans le Massachusetts,.

## Carrière politique

### Débuts en politique
Acevedo Vilá a commencé sa carrière politique en 1989 en tant que conseiller aux affaires législatives du gouverneur Rafael Hernández Colón. Peu de temps après, il entre au Parti populaire démocrate (PPD) et devient directeur du bureau des affaires législatives de La Fortaleza. Il est devenu également responsable de l'analyse et de la rédaction de mesures législatives telles que la réforme de l'éducation et la réforme des municipalités.

### Commissaire résident
En 1999, Acevedo Vilá est devenu vice-président du PPD. En tant que maire actuel de San Juan, Sila María Calderón a assumé la présidence et est devenue candidate au poste de gouverneur de Porto Rico. Acevedo Vilá a accepté d'être son colistier pour briguer le poste de commissaire résident, mais il a été mis au défi par José Alfredo Hernández Mayoral, fils de l'ancien gouverneur Rafael Hernández Colón. Acevedo Vilá a remporté les primaires du PPD pour le poste de commissaire résident le 14 novembre 1999 avec 54% des voix. L'année suivante, Acevedo Vilá a défait Carlos Romero Barceló, commissaire résident en exercice et candidat du NPP, alors que Sila Calderón devenait la première femme gouverneur à vaincre le candidat du NPP, Carlos Pesquera. Acevedo a été assermenté le 3 janvier 2001 au Washington Capitol Building. Parmi les mesures législatives adoptées par Acevedo figuraient l'attribution de fonds égaux pour l'éducation et le programme Medicare à Porto Rico. En 2003, la gouverneure Sila M. Calderón a annoncé qu'elle ne briguerait pas un second mandat lors des élections de l'année suivante. José Hernández Mayoral a de nouveau fait surface en tant que candidat du parti au poste de gouverneur pour les élections de 2004. Le conseil général du parti a donné son accord et a décidé de faire en sorte qu'Acevedo soit élu maire de San Juan. Cependant, quelques mois après cette annonce, Hernández Mayoral quitta la course, évoquant des problèmes personnels, et Acevedo Vilá annonça qu'il se porterait candidat au poste de gouverneur. Le 14 août, il a de nouveau été élu président du parti.

## Gouverneur de Porto Rico
Acevedo Vilá a remporté les élections législatives de 2004 à Porto Rico avec environ 3 880 voix (0,2% des voix) sur l'ancien gouverneur Pedro Rosselló. Cependant, la marge de victoire étant si réduite, un recomptage complet des élections a eu lieu. Au cours de cette période, Rosselló a intenté une action en justice contre Acevedo Vilá lui-même au sujet d'un différend concernant certains bulletins de vote déposés lors des élections. Acevedo Vilá est également le premier gouverneur élu né après l'adoption de la Constitution de 1952 à Porto Rico. De nombreux indépendantistes ont voté pour le gouverneur Anibal Acevedo Vilá, car ils ne voulaient pas que Rosselló remporte la course serrée.
De nouvelles tensions sont apparues en avril 2006, quand Acevedo Vilá a annoncé que le gouvernement central de Porto Rico ne disposait pas de fonds suffisants pour payer le salaire des employés de la fonction publique pour les mois de mai et juin. Le gouverneur a demandé à la législature d'approuver un prêt de plus de 500 millions de dollars afin que le gouvernement puisse maintenir les agences en activité. Le Sénat a approuvé le prêt, mais la Chambre des représentants a refusé de le faire. Acevedo Vilá a ensuite annoncé que la plupart des agences gouvernementales seraient fermées à compter du 1er mai et le resteraient à moins que la Chambre n'approuve le nouveau prêt. La fermeture du gouvernement a duré deux semaines, jusqu'à ce que le gouverneur Acevedo Vilá, le président du Sénat et le président de la Chambre parviennent à un accord pour mettre fin à la fermeture.
En 2008, Acevedo Vilá a été inculpé de 24 accusations de corruption. En raison de cette situation et de la crise économique qui l'a empêché d'occuper son poste, plusieurs candidats potentiels tels que William Miranda Marín (maire de Caguas ) et Alejandro García Padilla (ancien secrétaire du Département de la consommation et candidat au Sénat) ont été mentionnés comme remplaçants possibles. Cependant, Acevedo Vilá a décidé de se représenter, et a été ouvertement soutenu par le parti lors d'un rassemblement massif organisé au Colisée par José Miguel Miguel Agrelot. Quelque temps après, il a choisi le président de la Banque de développement du gouvernement de Porto Rico, Alfredo Salazar, comme candidat à la vice-présidence pour le poste de commissaire résident. Le rassemblement final de la campagne du Parti populaire démocrate a ressemblé à un rassemblement massif sur le parking de l'une des stations de la Tren Urbano, comme indiqué par la presse. En dépit de ce dernier effort, Acevedo Vilá a été battu par Luis Fortuño, candidat du NPP, par 224 894 voix, devenant le candidat du PPD battu par la plus grande marge de l'histoire de Porto Rico. Peu de temps après sa défaite, Acevedo Vilá a annoncé sa démission du poste de président du parti.

## Vie privée
Acevedo Vilá est mariée à Luisa Gándara, enseignante et responsable des technologies de l'information, qui a quitté sa carrière pour devenir première dame de son poste de gouverneur et qui siège maintenant à la Chambre des représentants de Porto Rico. Ils sont les parents de deux fils, un diplômé de Harvard et un enseignant diplômé de l'EPU. Ils vivent à San Juan, où Acevedo pratique le droit et est l'auteur de plusieurs ouvrages sur sa carrière politique et ses années dans la fonction publique.